# Dekanat Bydgoszcz IV
Dekanat Bydgoszcz IV – jeden z dwudziestu jeden dekanatów w rzymskokatolickiej diecezji bydgoskiej. 2 lutego 2023 dekretem biskupa bydgoskiego Krzysztofa Włodarczyka z jego części wydzielono dekanat Solec Kujawski.

## Parafie
W skład dekanatu wchodzi pięć parafii (kolejność według dat erygowania parafii):
| Lp | Miejscowość / parafia                                  | Rok erygowania | Patron                   | Odpust parafialny                     | Uwagi | Zdjęcie |
| -- | ------------------------------------------------------ | -------------- | ------------------------ | ------------------------------------- | --- | ------- |
| 1  | Bydgoszcz (Wyżyny, Glinki) Ducha Świętego              | 1946           | Duch Święty              | Uroczystość Niepokalanego Serca Maryi | Parafię prowadzą duchacze (kościół parafialny Niepokalanego Serca Maryi); w parafii znajduje się również kościół rektorski pw. Ducha Świętego, Wyższe Misyjne Seminarium Duchowne oraz Dom Prowincjalny Zgromadzenia Ducha Świętego; www |         |
| 2  | Bydgoszcz (Wyżyny) Świętych Polskich Braci Męczenników | 1976           | Pięciu Braci Męczenników | 13 listopada                          | Siedziba dekanatu; od 2000 roku Sanktuarium Nowych Męczenników; w parafii znajdują się dom zakonny sióstr Urszulanek oraz kaplice: w Szpitalu Miejskim i Hospicjum im. ks. Jerzego Popiełuszki; www                                      |         |
| 3  | Bydgoszcz (Wzgórze Wolności) św. Jadwigi Królowej      | 1981           | św. Jadwiga Andegaweńska | 8 czerwca                             | Na terenie parafii mieści się dom zakonny sióstr Elżbietanek, kaplica w Szpitalu Uniwersyteckim nr 2 im. Jana Biziela oraz Katolickie Niepubliczne Przedszkole św. Jadwigi; www                                                          |         |
| 4  | Bydgoszcz (Kapuściska) Opatrzności Bożej               | 1984           | Opatrzność Boża          | 3 niedziela września                  | www |         |
| 5  | Bydgoszcz (Wyżyny) Matki Bożej Fatimskiej              | 1992           | Matka Boża Fatimska      | 13 maja                               | Od 2017 roku Sanktuarium Matki Bożej Fatimskiej; www |         |